# 徳興里古墳
徳興里古墳（とくこうりこふん）は、朝鮮民主主義人民共和国南浦特別市江西区域徳興里に所在する古墳。

## 概要
1976年に発見された壁画古墳であり、同年12月より発掘調査がおこなわれた。平壌直轄市の南西に位置し、舞鶴山の南麓、大同江の北側に立地する。封土墳であるが、封土は原型をとどめず、また、早い段階で盗掘にあったため、副葬品など遺物についての出土報告はないが、前後二室よりなる墓室内部にはほぼ全面に保存状態良好な壁画がほどこされており、その内容は従来例をみなかったものである点、そこに詳細な墨書による墓誌銘があり、さらに墓誌には紀年もともなっている点などからきわめて重要な考古資料となっている。

## 内部構造と壁画
内部に南向きの横穴式石室が築かれている。羨道、前室、甬道、玄室の順序に連接している前後二室構造で石室全体の長さは8.2mである。石室は加工した石材を積み上げて制作されており、表面には漆喰がほどこされている。
前室の壁画は出行図、官吏伺候図などの被葬者（「鎮」）の生前における公的生活が描かれ、後室（玄室）の壁画には、家居宴飲図、仏教行事、供養図、流鏑馬図など生活の私的領域が表現されている。

## 被葬者
1976年に朝鮮民主主義人民共和国南浦特別市で発見された徳興里古墳の前室北壁の天井部には、14行154字に及ぶ墓誌銘が見出され、それによってこの古墳が、408年に没した「建位將軍，國小大兄，左將軍，龍讓將軍，遼東太守，使持節，東夷校尉，幽州刺史」という官職と複姓を持つ高句麗人、鎮の墓であることが判明した。注目されるのは、この高句麗人が「釈迦文仏弟子□□氏鎮」としるされ、熱心かつ敬虔な仏教信者だったことである。「釈迦文仏」は釈迦牟尼仏の異訳で、田村圓澄が指摘する『弥勒下生経』によった可能性が大である。墓制は漢族式ではなく高句麗式になっており、高句麗人の埋葬品が発見された。

## 世界遺産登録
2004年、UNESCO蘇州会議において、他の平壌付近の主要な古墳とともに一括して「高句麗古墳群」の名称で世界遺産登録がなされている。